# Моллі (фільм)
«Моллі» (англ. Molly) — американський кінофільм режисера Джона Дайгана, який вийшов на екрани в 1999 році.

## Сюжет
Моллі вже майже тридцять. Все своє життя вона страждала від проявів аутизму. Тепер, коли заклад, яке давало їй притулок і лікування, закрилося, опіку над дівчиною змушений взяти її старший брат-кар'єрист. Йому дуже важко доглядати за своєю зайво енергійної і наївною сестричкою, але от на горизонті замаячив шанс на лікування — складна операція на мозку.

## У ролях
| Актор            | Роль |
| ---------------- | ---- |
| Елізабет Шу      | -    |
| Аарон Екхарт     | -    |
| Джилл Хеннессі   | -    |
| Томас Джейн      | -    |
| Д.В. Моффетт     | -    |
| Елізабет Мітчелл | -    |
| Роберт Харпер    | -    |
| Елейн Хендрікс   | -    |
| Майкл Пол Чан    | -    |
| Люсі Лью         | -    |

## Знімальна група
- Режисер — Джон Дайган
- Сценарист — Дік Крісті
- Продюсер — Вільям Дж. МакДональд, Френк Бодо, Крістін Херлан
- Композитор — Тревор Джонс